# Anna Rozpiórska
Anna Rozpiórska (* 14. Juni 1961 als Anna Erbel) ist eine ehemalige polnische Volleyballspielerin.

## Karriere
Anna Rozpiórska spielte von 1979 bis 1990 in der Polnischen Nationalmannschaft und nahm dreimal an Europameisterschaften teil. Die aufschlagstarke Außenangreiferin spielte zunächst bei Anilana Łódź und bei ŁKS Łódź, wo sie 1983 erstmals polnische Meisterin wurde. Nach einer zweijährigen Sperre spielte sie bei AZS Słupsk, mit dem sie in die zweite Liga aufstieg. Mit BKS Stal Bielsko-Biała gewann Rozpiórska 1989 und 1990 erneut die polnische Meisterschaft. Danach wechselte sie in die deutsche Bundesliga und spielte in den 1990er Jahren bei VG Alstertal-Harksheide, Sportvg. Feuerbach und TvdB Bremen.